# Men Are Such Fools
Pour plus de détails, voir Fiche technique et Distribution.
Men Are Such Fools est un film américain réalisé par William Nigh et sorti en 1932.
Un film ayant le même titre a été réalisé en 1938 par Busby Berkeley, sorti en France sous le titre Les hommes sont si bêtes.

## Fiche technique
- Réalisation : William Nigh
- Scénario : Viola Brothers Shore, Ethel Doherty d'après une histoire de Thomas Lennon
- Photographie : Charles Edgar Schoenbaum
- Musique : W. Franke Harling
- Montage : Viola Lawrence
- Durée : 64 minutes
- Date de sortie :
  - USA : 18 novembre 1932

## Distribution
- Leo Carrillo : Tony Mello
- Vivienne Osborne : Lilli Arno
- Una Merkel : Molly
- Joseph Cawthorn : Werner
- Tom Moore : Tom Hyland
- Earle Foxe : Joe Darrow
- J. Farrell MacDonald : Randolph, le gardien de prison
- Paul Hurst : Stiles
- Albert Conti : Spinelli
- Paul Porcasi : Klepak
- Eddie Nugent : Eddie Martin
- Lester Lee : Giuseppe